# Пантелей Пачов
Пантелей Лазаров Пачов е български политик от Българската комунистическа партия (БКП).

## Биография
Той е роден на 24 февруари 1939 г. в Асеновград в семейството на комунистическия активист Лазар Пачов, осъден на смърт и екзекутиран през 1942 г. и Бела Симеонова Кляшева. След гимназията започва работа като работник в завод „Балкан“ в Пловдив. Член е на БКП от 1964 г. Завършва инженерна физика в Института за стомана и сплави в Москва и през 1967 – 1975 г. е заместник-директор на Завода за пишещи машини „Марица“ в Пловдив. Член е на бюрото на Градския комитет в Пловдив. След това е на работа в апарата на БКП в Пловдив, като през 1984 г. оглавява градския комитет. През 1977 г. завършва АОНСУ. Завръща се в Пловдив, където работи като инструктор в Окръжния комитет на БКП и секретар на Общинския партиен комитет. От 1981 г. е секретар на Окръжния комитет на БКП, отговарящ за организационните въпроси, а от 1984 г. е първи секретар на Общинския комитет на БКП в Пловдив. От 1981 г. е кандидат-член, а от 1986 г. – член на Централния комитет на БКП. На 16 ноември 1989 г. е избран и за член на Политбюро и остава на този пост до края на януари следващата година. Самоубива се на 17 юни 2017 г. в Пловдив.